# Fête de la Communauté germanophone
 (novembre 2012).
Si vous disposez d'ouvrages ou d'articles de référence ou si vous connaissez des sites web de qualité traitant du thème abordé ici, merci de compléter l'article en donnant les références utiles à sa vérifiabilité et en les liant à la section « Notes et références ».
La date du jour de la Fête de la Communauté germanophone de Belgique est le 15 novembre.
Cette date a été arrêtée au même jour que la Fête du Roi, soit la Saint-Léopold, saint patron du premier roi des Belges, Léopold Ier.